# マロウィネ地方
マロウィネ地方（オランダ語: Marowijne）はスリナムの地方のひとつ。首府はアルビナ。
フランス領ギアナとの国境にマロニ川（マロウィネ川）（フランス語: Maroni、オランダ語: Marowijne）が流れる。

## 隣接行政区画
- フランス領ギアナ
- シパリウィニ地方
- パラ地方
- コメウィネ地方

## 下位行政区画

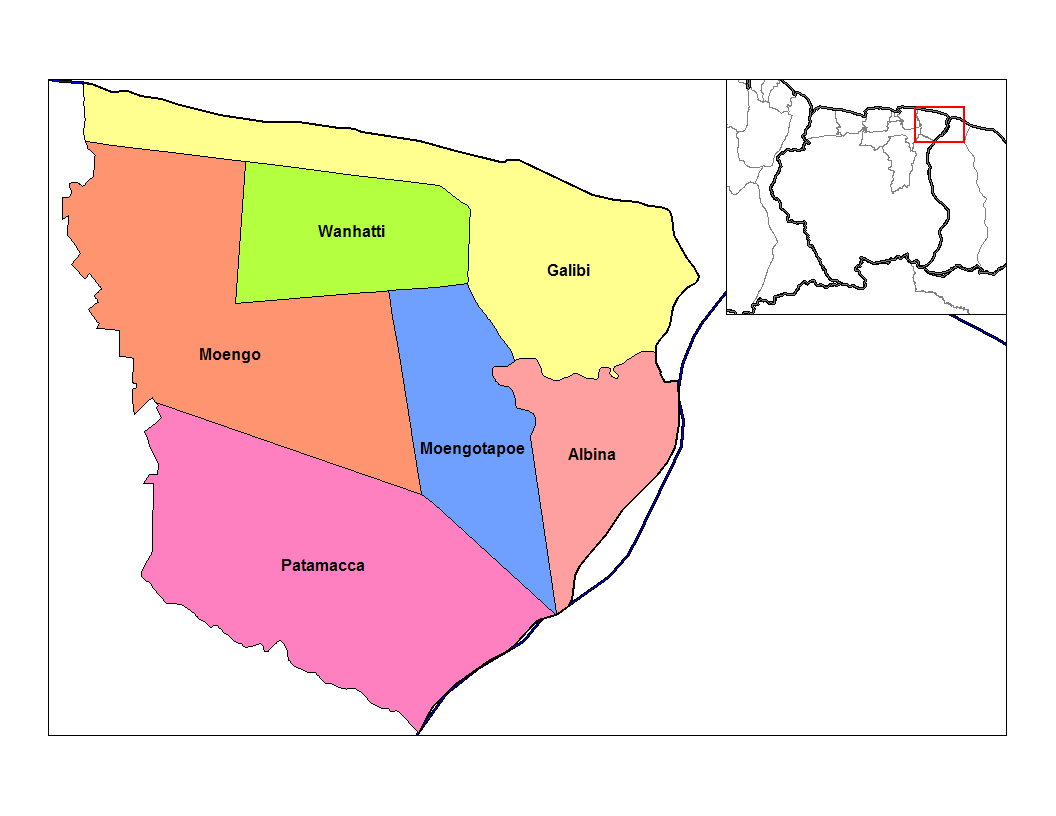
マロウィネ地方のレソート

- アルビナ（英語版）
- ガリビ（英語版）
- ムーンゴ（英語版）
- ムーンゴタプー（英語版）
- パタマカ（英語版）
- ワンハッティ（英語版）

## 村
- Alfonsdorp
- Bigiston
- Christiaankondre
- Langamankondre
- Lantiwei
- Moiwana
- Ovia Olo
- Pikin Santi
- Pinatjaimi
- Ricanau Mofo
- Tamarin

## 住民
- マルーン